# 河野顕三
河野 顕三（こうの けんぞう）は、幕末の志士。坂下門外の変実行犯の一人。国学者として知られる河野守弘の外孫。

## 略歴
下野国河内郡吉田村に医者の子として生まれる。父は早くに没したため、江戸で磯野貞績から医術を、また外祖父河野守弘に国学を学んだ。万延元年（1860年）兄の顕二が死去したため家督を継ぐが、江戸では堀利煕に寄寓し、各地で小山春山らの尊王攘夷志士と交流した。堀が老中安藤信正と対立して自殺すると、大橋訥庵らの公武合体を批判する勢力に合流して安藤襲撃計画に参加。文久2年（1862年）1月15日に三島三郎と変名して黒沢五郎ら同志らとともに江戸城坂下門外で安藤を襲い傷を負わせたが、護衛に返り討ちにされた。遺体は小塚原刑場に晒され、明治2年（1869年）に恩赦があって改葬された。

## 登場作品
- 青天を衝け（大河ドラマ、NHK、2021年、演：福山翔大）